# بيتر ريد (لاعب كرة قدم كندية)
بيتر ريد هو لاعب كرة قدم كندية كندي، ولد في 23 سبتمبر 1976 في ريتشموند في كندا.